# Velička (vattendrag i Tjeckien)
Velička är ett vattendrag i Tjeckien.   Det ligger i regionen Olomouc, i den östra delen av landet, 250 km öster om huvudstaden Prag.